# Второй мост Ваньчжоу
Второй мост Ваньчжоу или Второй мост Ваньсян (кит. 万州长江二桥) — мост через реку Янцзы, расположенный на территории города центрального подчинения Чунцин; соединяет две части района Ваньчжоу. 22-й по длине основного пролёта (580 м) висячий мост в Китае. Длина — 1 153,86 м. Перед основными башенными опорами идут подходы балочной конструкции.